# Juha
Juha (Juha) è un film del 1999 diretto da Aki Kaurismäki. Si tratta di una pellicola in bianco e nero e priva di sonoro, con musica d'accompagnamento e didascalie, come all'epoca del cinema muto. Il soggetto è tratto da un romanzo finlandese del XX secolo.

## Trama
In un passato imprecisato Juha e Maria sono una coppia di contadini che conducono una vita semplice e spensierata allevando animali e vendendo i propri prodotti della terra. Un giorno, con la sua decappottabile sportiva, giunge un maturo e distinto Shemeikka, facendo presa sull'ingenuità della donna, per il modo gentile ed affascinante. Irretita dalle lusinghe, Maria decide di abbandonare Juha per partire per la città.
Ella si troverà presto in una realtà assai diversa da quella che sperava. Dapprima Shemeikka, un lestofante e mezzano, tenterà di indurre la donna alla prostituzione ma al suo netto rifiuto, la sfrutterà inizialmente come sguattera fino a quando ella non riesce a fuggire. Poco prima di salire su un treno che la porterà in salvo, sviene e, ricoverata in ospedale, scopre di essere incinta di Shemeikka. Uscita dall'ospedale viene ripresa da Shemeikka e dalla madre di lui dando alla luce un bambino. Nel frattempo Juha, che non riesce ad accettare la separazione da Maria di cui è follemente innamorato, decide finalmente di raggiungerla, armato di scure, intenzionato a vendicarsi dell'amore strappatogli. Giunto alla casa di Shemeikka e liberatosi degli scagnozzi, incontra dapprima Maria che gli mostra il bambino e gli confessa la sua non paternità. Egli vorrebbe sopprimerlo ma l'animo buono dell'uomo lo indurrà a restituirlo alla donna. Inferocito, impugnando l'ascia, affronta infine Shemeikka che, armato di pistola, lo ferisce mortalmente al torace. Animato dall'odio riuscirà ad uccidere l'aguzzino, liberare dalla prigionia la madre ed il bambino e andare morire in una discarica, emblema del proprio misero destino.